# Шансе (Ил и Вилен)
Шансе (фр. Chancé) насеље је и општина у северозападној Француској у региону Бретања, у департману Ил и Вилен која припада префектури Рен.
По подацима из 2011. године у општини је живело 306 становника, а густина насељености је износила 58,62 становника/km². Општина се простире на површини од 5,22 km². Налази се на средњој надморској висини од 86 метара (максималној 89 m, а минималној 50 m).

## Демографија
| 1962. | 1968. | 1975. | 1982. | 1990. | 1999. | 2011. |
| ----- | ----- | ----- | ----- | ----- | ----- | ----- |
| 280   | 282   | 201   | 197   | 209   | 246   | 306   |

График промене броја становника у току последњих година